# 庫蔵寺のコツブガヤ

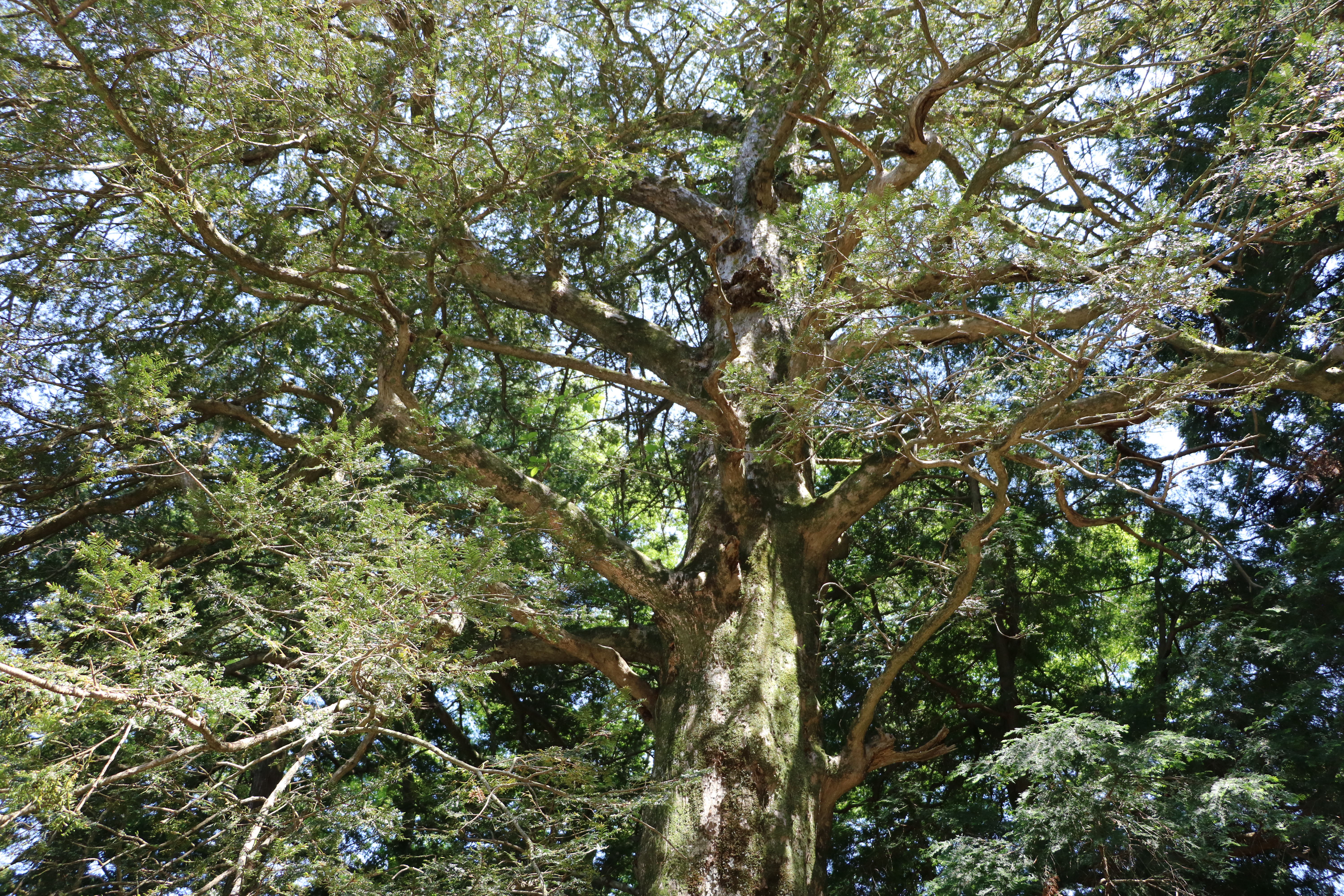
庫蔵寺のコツブガヤ。2023年5月11日撮影。

庫蔵寺のコツブガヤ（こぞうじのコツブガヤ）は、三重県鳥羽市河内町の庫蔵寺にある国の天然記念物に指定されたコツブガヤ（小粒榧）である。
カヤ（榧）の木には通常のカヤの種子とは形状が異なる、ヒダリマキ（左巻）、シブナシ（渋無）、ハダカ（裸）、マルミ（丸実）といった複数種の変種があり、巨樹や希少性の高い個体のいくつかは、地方自治体や国により天然記念物の指定を受けている。これら変種カヤのうち、種子が通常の半分ほどで球状をしたコツブガヤ（小粒榧）は日本国内で数例しか確認されていない稀な変種である。
国の天然記念物に指定されたコツブガヤは長い間、宮城県白石市に生育する小原のコツブガヤのみであったが、 1991年（平成3年）に行われた調査により、本記事で解説する庫蔵寺の個体がコツブガヤであることが判明し、1993年（平成5年）6月8日に国の天然記念物に指定された。

## 解説

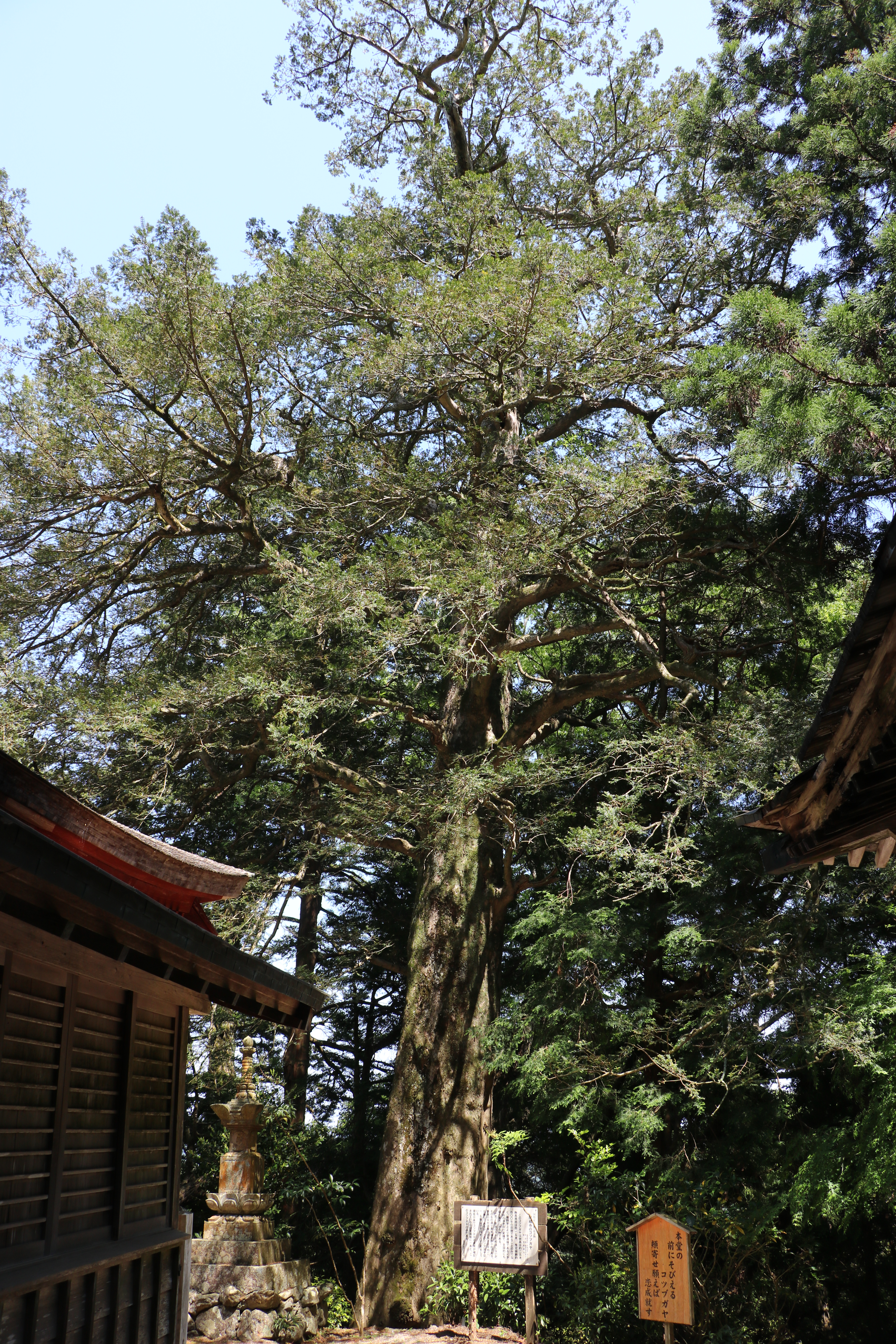
庫蔵寺のコツブガヤ。2023年5月11日撮影。

庫蔵寺のコツブガヤは三重県鳥羽市河内（こうち）町の、丸山（標高288メートル）山頂近くの東側山腹急斜面にある庫蔵寺の境内に生育している。庫蔵寺は真言宗御室派の寺院で正式名を丸興山庫蔵寺（がんこうざんこぞうじ）といい、北側に隣接する朝熊山（あさまやま）の金剛證寺を平安時代の825年（天長2年）に弘法大師が創立した際、奥の院として建立されたと伝わる古刹で、本堂は国の重要文化財に指定されている。
庫蔵寺の一帯はシイノキやカシ、イスノキなど、豊かな常緑広葉樹林が広がり、鳥羽市指定天然記念物「丸山庫蔵寺境内の樹叢一帯」、三重県指定天然記念物「丸山庫蔵寺のイスノキ樹叢」として市や県の天然記念物に指定されており、本記事で解説するカヤの木も単体で1970年（昭和45年）に鳥羽市の天然記念物に指定されていたが巨木としての指定であった。
コツブガヤ（小粒榧）は昭和の初期、同じ三重県の名賀郡国津村（現、名張市長瀬）の大矢家の裏庭で最初に発見された。発見者は同じ国津村の布生（現、名張市布生）出身の九州大学教授の森川均一で、森川によって1928年（昭和3年）に発表されコツブガヤと命名された。最初に確認されたこのコツブガヤは1936年（昭和11年）に三重県の天然記念物に指定されたが、1959年（昭和34年）の暴風雨により倒れてしまい指定が解除されている。
国の天然記念物に指定されているコツブガヤは、遠く宮城県刈田郡小原村（現、宮城県白石市小原）に生育する小原のコツブガヤ（1943年・昭和18年2月19日指定）が唯一の物件であったが、三重県文化財調査員で樹木医の岡与一が1991年（平成3年）に行った調査により、先述した1970年（昭和45年）に鳥羽市の天然記念物に指定されていた庫蔵寺のカヤの種子が、通常のものと比べて小さく形状も球形をした変種、コツブガヤであることが判明した。
コツブガヤの樹形は通常のカヤと見た目の大差がなく区別が難しいものの、種子、葉ともに小さく、日本国内でも数少ない変種であり、かつ庫蔵寺のコツブガヤは、胸高幹囲4.15メートル、樹高も25メートル超の巨樹で、樹齢は400年を超えており、変種としての学術的価値が高い。樹冠上部は落雷により欠損しているが樹勢は旺盛で、麓から石段を登り切った本堂手前の山門左脇の急傾斜地に生育している。1993年（平成5年）6月8日にコツブガヤとしては2件目の国の天然記念物に指定された。
通常のカヤの種子は長さが1.8から2.8センチメートルであるが、この種子は長さ1.0か2.0センチメートル、形状は球形もしくは短楕円形で通常のカヤの種子のような先端部の尖りはほとんどない。葉も通常のカヤよりも小型で、長さ1.0から1.8センチメートル、幅は0.2から0.3センチメートルで、先端部は鋭く尖らないことが特徴である。
その他のコツブガヤは各地から数例報告されており、先述した最初の発見地で暴風雨により倒木で指定解除された名張市長瀬のものは、所有者の大矢家により幼苗が近くの山林に移植されていたことがわかり、名張市市制50周年の記念誌のため樹木調査をした葛山博次により、この幼苗から成長した個体がコツブガヤであることが2003年（平成15年）に確認されている。また、山梨県甲斐市篠原の法久寺にあるカヤもコツブガヤであることが確認され、山梨県の天然記念物に指定されているが、国の天然記念物に指定されているコツブガヤは宮城県の小原のコツブガヤと三重県の庫蔵寺のコツブガヤの2物件のみである。
国の天然記念物に指定されたカヤは巨樹や変種を含め日本全国に15件あるが、そのうち特徴的な珍しい種子を持つ個体について、林野庁所管の国立研究開発法人森林研究・整備機構の関西育種場（岡山県勝田郡勝央町）では、庫蔵寺のコツブガヤを含む変種カヤの後継樹が育成されている、
- 庫蔵寺のコツブガヤ（三重県鳥羽市）
- 果号寺のシブナシガヤ（三重県伊賀市）
- 高倉神社のシブナシガヤ（三重県伊賀市）
- 熊野のヒダリマキガヤ（滋賀県蒲生郡日野町）
- 建屋のヒダリマキガヤ（兵庫県養父市）

国の天然記念物に指定された上記5件のカヤを保存種としてクローン収集し、保存・定植している。

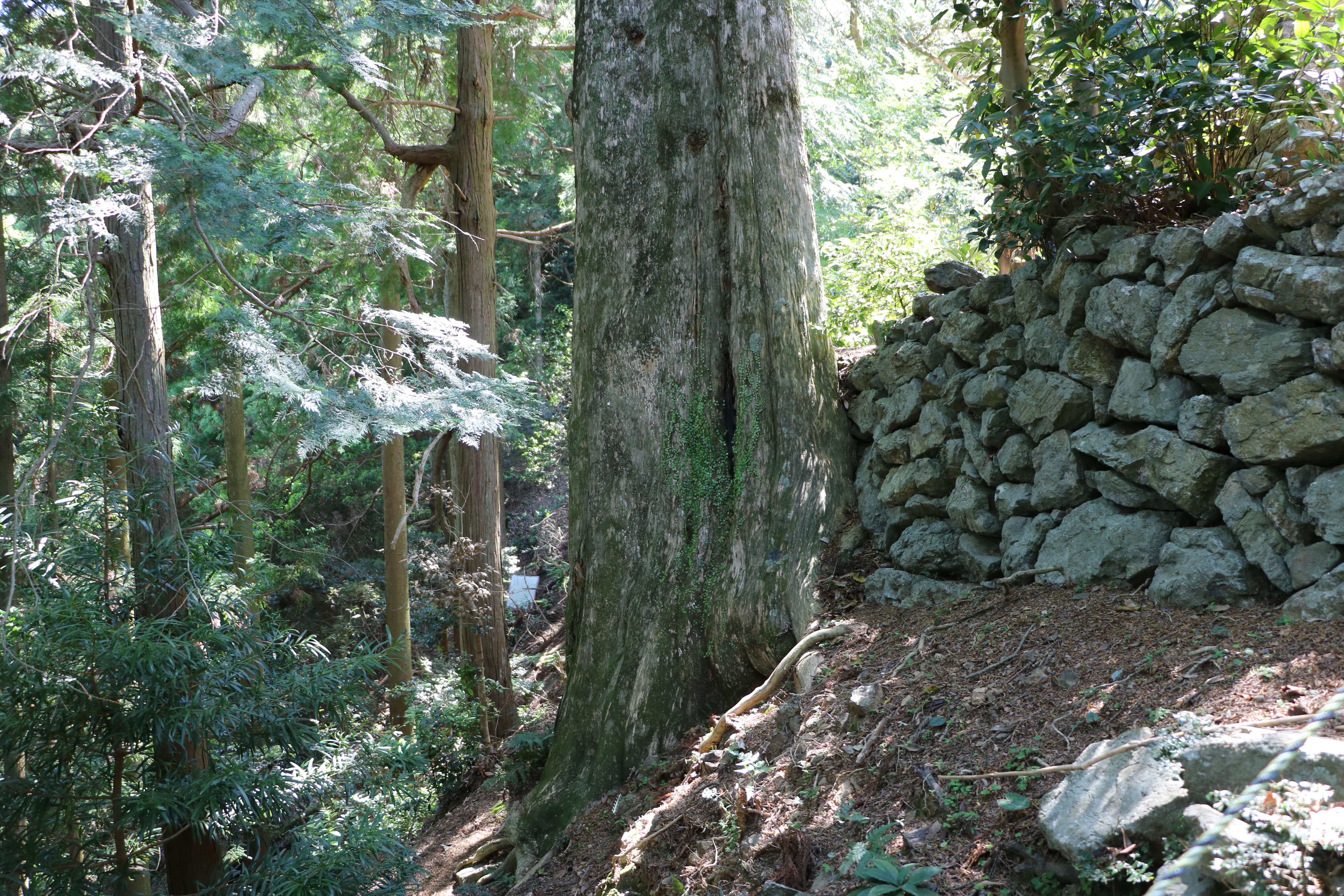
山門脇の急傾斜地に根を張る。
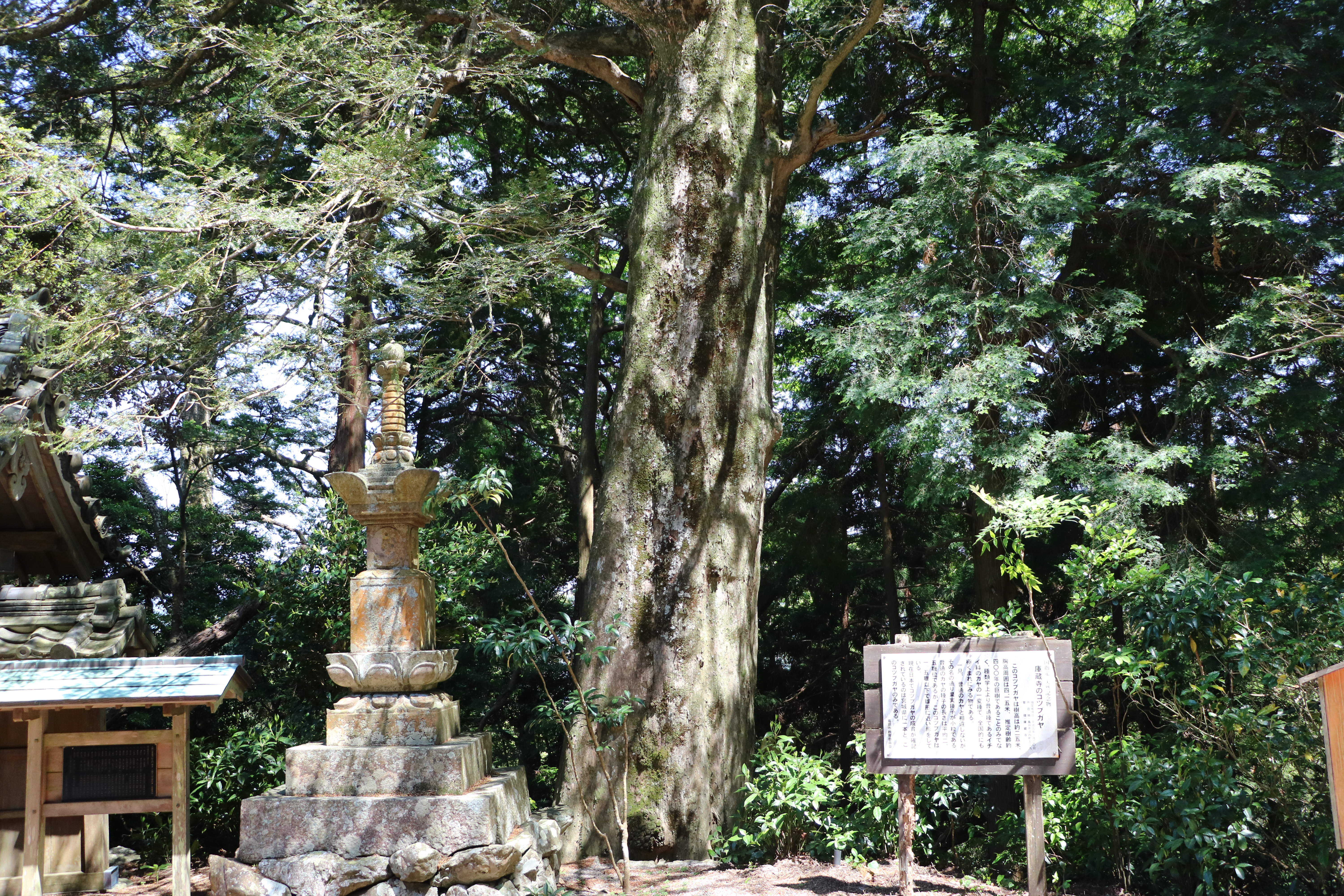
庫蔵寺本堂前に生育している。
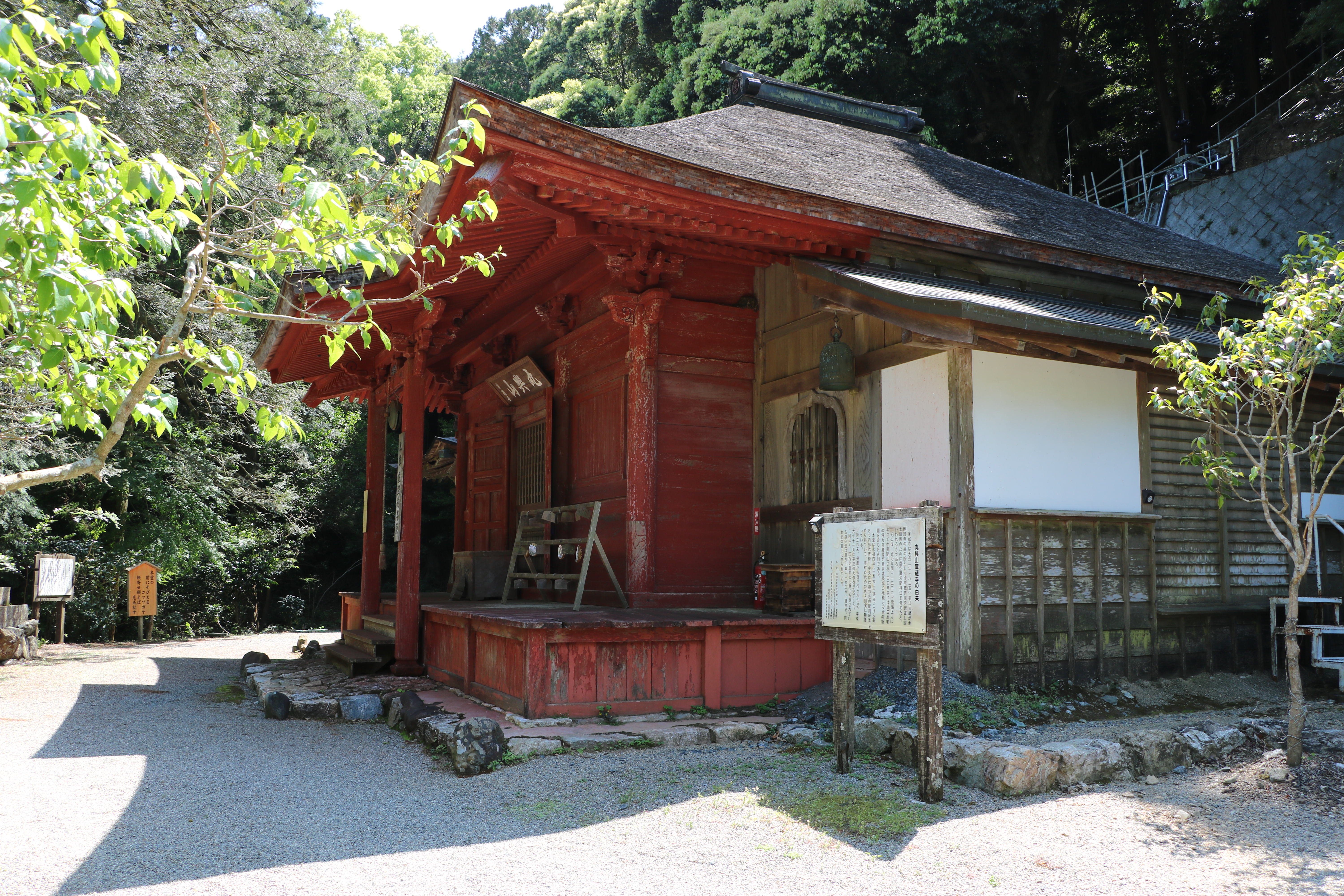
庫蔵寺本堂。画像左側にコツブガヤが生育している。

## 交通アクセス
所在地
- 三重県鳥羽市河内町539[6]。

交通
- 近畿日本鉄道（近鉄）志摩線の船津駅から徒歩1時間20分[13]、または加茂駅から徒歩1時間40分[6]。
- 伊勢自動車道伊勢インターチェンジから伊勢二見鳥羽ライン経由、車で約20分[6]。